# Działalność wywrotowa
Działalność wywrotowa – działanie lub skoordynowany ciąg działań o dowolnym charakterze, podejmowane w celu osłabienia wojskowej, ekonomicznej lub politycznej siły ustanowionych władz, poprzez podważanie morale, lojalności lub wiarygodności ich członków.